# غفران محمد
غفران محمد (مواليد 6 حزيران (يونيو) 1989)، لاعبة قفز حواجز سوريّة من حلب. في الألعاب الأولمبية الصيفية 2012، نافست في مسابقة 400 متر حواجز سيدات في ألعاب القوى؛ حيث جاء تأهل العداءة السورية بعدما حلت في المركز الثاني وحصولها على الميدالية الفضية في سباق 400 متر حواجز، ضمن سباقات بطولة "الجائزة الكبرى"، والتي أُقيمت في تايلاند 2012، حيث قطعت مسافة السباق في زمن قدره 57.8 ثانية. في لندن لم تتأهل من الجولة الأولى، ثم استبعدت لاحقاً لثبوت تناولها مادة ميثيل هكسان أمين المنشطة.
نافست غفران باسم سوريا في الألعاب الأولمبية الصيفية 2016 في سباق 400 متر حواجز سيدات وحلّت في المركز الثامن في جولة التأهل ولم تتأهل للدور قبل النهائي وقد جاء خروجها بعد حلولها في المركز الـ 41 من أصل 48 عداءة شاركن في السباق برقم قدره 58,85 ثانية حيث لم تتمكن من الوصول إلى رقمها الشخصي الذي حققته في بطولة كازاخستان الدولية التي أقيمت في تموز 2016 والبالغ 56,89 ثانية.
وقد حملت غفران علم بلادها في حفل ختام الألعاب الأولمبية الصيفية 2016.